# Premier Division 1999-2000 (Sudafrica)
La Premier Division 1999‑2000, nota come Castle Premiership 1999‑2000 per ragioni di sponsorizzazione, è stata la 4ª edizione della massima serie sudafricana, disputata dal 30 luglio 1999 al 4 giugno 2000 e vinta per il terzo anno consecutivo dal M. Sundowns.

## Stagione

### Novità
Rispetto alla stagione precedente, retrocessero il African Wanderers e il Vaal Professionals. Furono promossi dalla National First Division 1998‑1999: l'AmaZulu ed il Mother City.

### Formula
Le 18 squadre disputarono un torneo di andata e ritorno (34 giornate). La vincitrice fu campione del Sudafrica e si qualificò alla CAF Champions League 2001. Altre squadre ottennero l’accesso alle coppe continentali in base alla classifica e al risultato nella Coppa nazionale.

## Squadre partecipanti
- AmaZulu
- African Wanderers
- Wits  University
- Bloemfontein Celtic
- Umtata Bucks
- Ajax Cape Town
- Hellenic
- Jomo Cosmos
- Kaizer Chiefs
- Manning Rangers
- M. Sundowns
- Moroka Swallows
- Mother City
- Orlando Pirates
- Santos Cape Town
- SuperSport Utd
- Tembisa Classic
- Qwa Qwa Stars

## Classifica
|                      | Pos. | Squadra             | Pt | G  | V  | N  | P  | GF | GS | DR  |
| -------------------- | ---- | ------------------- | -- | -- | -- | -- | -- | -- | -- | --- |
| Sudafrica (bandiera) | 1.   | M. Sundowns         | 75 | 34 | 23 | 6  | 5  | 68 | 34 | +34 |
|                      | 2.   | Orlando Pirates     | 64 | 34 | 18 | 10 | 6  | 72 | 36 | +36 |
|                      | 3.   | Kaizer Chiefs       | 60 | 34 | 16 | 12 | 6  | 40 | 22 | +18 |
|                      | 4.   | Ajax Cape Town      | 53 | 34 | 15 | 8  | 11 | 43 | 39 | +4  |
|                      | 5.   | Manning Rangers     | 52 | 34 | 14 | 10 | 10 | 54 | 49 | +5  |
|                      | 6.   | Wits University     | 51 | 34 | 12 | 15 | 7  | 36 | 29 | +7  |
|                      | 7.   | Jomo Cosmos         | 50 | 34 | 12 | 14 | 8  | 49 | 32 | +17 |
|                      | 8.   | Hellenic            | 47 | 34 | 13 | 8  | 13 | 62 | 45 | +17 |
|                      | 9.   | Tembisa Classic     | 44 | 34 | 13 | 5  | 16 | 44 | 64 | –20 |
|                      | 10.  | SuperSport Utd      | 43 | 34 | 11 | 10 | 13 | 51 | 48 | +3  |
|                      | 11.  | Santos Cape Town    | 43 | 34 | 9  | 16 | 9  | 50 | 52 | –2  |
|                      | 12.  | Moroka Swallows     | 42 | 34 | 11 | 9  | 14 | 39 | 52 | –13 |
|                      | 13.  | Umtata Bucks        | 41 | 34 | 10 | 11 | 13 | 48 | 48 | 0   |
|                      | 14.  | Bloemfontein Celtic | 40 | 34 | 10 | 10 | 14 | 46 | 56 | –10 |
|                      | 15.  | Qwa Qwa Stars       | 40 | 34 | 9  | 13 | 12 | 29 | 38 | –9  |
|                      | 16.  | African Wanderers   | 39 | 34 | 11 | 6  | 17 | 38 | 50 | –12 |
|                      | 17.  | AmaZulu             | 36 | 34 | 9  | 9  | 16 | 32 | 44 | –12 |
|                      | 18.  | Mother City         | 10 | 34 | 2  | 4  | 28 | 22 | 85 | –63 |

Legenda
      Campione del Sudafrica e ammessa alla CAF Champions League 2001.
      Ammessa alla Coppa delle Coppe d'Africa 2001.
      Ammessa alla Coppa CAF 2001.
      Retrocessa in National First Division 2000-2001.
Note:
Tre punti a vittoria, uno a pareggio, zero a sconfitta.